# Мехтилд фон Вирнебург
Мехтилд фон Вирнебург (на немски: Mechtild (Mathilde, Metza) von Virneburg; * ок. 1430; † 9 април 1483) е графиня от Вирнебург и чрез женитба графиня и господарка на Вестербург във Вестервалд.
Тя е втората дъщеря на граф Филип I фон Вирнебург († 1443) и съпругата му графиня Катарина фон Зафенберг († сл. 1474), наследничка на части от Нойенар, Зафенберг и Гелсдорф, дъщеря на граф Вилхелм фон Зафенберг-Нойенар († 1419/1426) и Матилда фон Райфершайт († 1426/1451).

## Фамилия
Мехтилд фон Вирнебург се омъжва на 16 юни 1449 г. за Куно I фон Вестербург (* 23 октомври 1425; † 30 септември 1459), син на граф Райнхард III фон Вестербург († 1449) и втората му съпруга Маргарета фон Лайнинген († 1470), дъщеря на граф Фридрих VII фон Лайнинген († 1437) и маркграфиня Маргарета фон Хахберг. Куно I умира на 30 септември 1459 г. на 33 години. Те имат децата:
- Райнхард IV (1453 – 1522), граф на Вестербург, от 1475 г. като Райнхард I фон Лайнинген-Вестербург, женен I. 1476 г. за Анна фон Епенщайн-Кьонигщайн († 1483), II. 1485 г. за графиня Зимерия фон Сайн (1469 – 1499)
- Йохан (1456 – 1524), каноник в Кьолн
- Куно (1459 – 1520), каноник в Св. Гереон в Кьолн
- Маргарета (1455 – 1486), абатиса на Св. Урсула, Кьолн
- Катарина (1458 – 1486), монахиня в Кьолн
- Матхилда († 1502), монахиня в Мариенберг (1484 – 1502)